# Lurleen Wallace
Lurleen Burns Wallace, född 19 september 1926 i Tuscaloosa i Alabama, död 7 maj 1968 i Birmingham i Alabama, var en amerikansk demokratisk politiker. Hon var guvernör i Alabama 1967–1968. Hon var sin företrädare George Wallaces första hustru. 
Hon var den första kvinnliga guvernören i Alabama och den tredje kvinnliga guvernören i USA. Hon är (2025) också den enda kvinnliga guvernören i USA:s historia att ha dött i ämbetet.

## Biografi
16 år gammal gifte hon sig med George Wallace i maj 1943. Hon var hemma med parets fyra barn: Bobby Jo, Peggy Sue, George III och Janie Lee. Det yngsta barnet fick sitt andra förnamn efter Robert E. Lees efternamn.
Hon var delstatens första dam 1963–1967, då George Wallace var guvernör för första gången. Hon vägrade att servera alkohol vid officiella bjudningar. Hon diagnostiserades 1965 med livmodercancer.
På den tiden var det inte tillåtet för en sittande guvernör i Alabama att kandidera på nytt. George Wallace arbetade för en lagändring men lyckades inte få ändringen i stånd i tid för 1966 års guvernörsval. Demokraterna i Alabama nominerade hustrun Lurleen i stället. 
Lurleen Wallace lyckades hemlighålla sin cancer och hålla en tuff kampanjtidtabell trots att hon under tiden genomgick strålbehandling. Hon vann valet och inledde arbetet som guvernör i januari 1967.
Hon avled mitt i George Wallaces presidentkampanj i presidentvalet i USA 1968.